# Mauno Peltonen
Mauno Peltonen ist ein ehemaliger finnischer Biathlet.
Mauno Peltonen gehörte zur Gruppe finnischer Biathleten, die zwischen der erfolgreichen ersten erfolgreichen Generation in der ersten Hälfte der 1960er Jahre und der zweiten erfolgreichen Generation in der Mitte und der zweiten Hälfte der 1970er Jahre vereinzelte Erfolge erreichen konnte, ohne sich dauerhaft in der Weltspitze zu etablieren. Er erreichte seinen größten Erfolg bei den Biathlon-Weltmeisterschaften 1969 in Zakopane. Dort gewann er gemeinsam mit Kalevi Vähäkylä, Mauri Röppänen und Esko Marttinen hinter den Vertretungen aus der Sowjetunion und Norwegen die Bronzemedaille.